# Cyrtopodion rhodocauda
Espèce
Synonymes
- Tenuidactylus rhodocaudus Baig, 1998
- Cyrtopodion rhodocaudum (Baig, 1998)

Cyrtopodion rhodocauda est une espèce de geckos de la famille des Gekkonidae.

## Répartition
Cette espèce est endémique du Baloutchistan au Pakistan. 

## Publication originale
- Baig, 1998 : A new species of Tenuidactylus (Sauria: Gekkonidae) from Balochistan, Pakistan. Hamadryad, vol. 23, no 2, p. 127-132.